# ご存じ金さん捕物帳
ご存じ金さん捕物帳（ごぞんじきんさんとりものちょう）はNETで1974年9月29日から1975年3月30日にかけて日曜20時枠で放送された橋幸夫主演による連続テレビ時代劇。全27話。

## 概要
原作は陣出達朗。前週まで放映された『ご存知遠山の金さん』の後番組で第3シリーズ。市川段四郎の後を受け、橋幸夫が江戸北町奉行・遠山金四郎に扮した。NETと東映京都テレビプロダクション制作による『遠山の金さん』シリーズの第3作目にあたり、シリーズ中で「遠山の」がタイトルに冠されていない数少ない作品（本作の他は、松方弘樹主演の『金さんVS女ねずみ』のみ）である。
『ご存知遠山の金さん』が前作の作風を概ね引き継いでいたのに対し、本作では作風を一新。主題歌をこれまでの親分&子分ズではなく、主演の橋幸夫が歌うほか、CM入りの際に金さんの武器である花札を映したアイキャッチがつくようになった。また第一話では戦闘シーンにスローモーションを挿入するなどの実験的な演出も試みられている。なお、本作では戦闘時に悪人に対して桜吹雪を見せる際は終始、両肌でなく片肌のみ脱ぐようになった。レギュラー構成も見直され、上司に当たる人物が久々に登場（前作には不在）したり、恒常的に登場する奉行所の部下が不在（前作や前々作にはいた）だったり、密偵役を引き受ける人物が金さんの正体を知らないなどの変更があった。
中盤以降は主演の橋幸夫の歌手としての面を活かすためか、主題歌や挿入歌を劇中で歌う場面が毎回のように挿入され、藤圭子、三田明、内田あかり等、当時活躍中の歌手がゲストに起用された。
本作を以て、『遠山の金さん捕物帳』（1970年7月12日放送開始）から続いた一連のシリーズは一旦終了。同年10月2日開始の『遠山の金さん』（杉良太郎主演）以降は、放送枠を木曜20時枠に移動して放送される事となった（関西地区のネット局は毎日放送から朝日放送に変更）。

## キャスト
- 金さん：橋幸夫

江戸北町奉行。「遊び人の金さん」として市中を徘徊しながら、事件の捜査・解決を目指す。屋敷住まいだが、滅多にいないことが多いばかりか、第1話で夜中にこっそりとなめくじ長屋に引っ越してきて居着いてしまう。立ち回りの際には、相手の浪人等から刀を奪い、峰打ちで応戦する他、花札（アイキャッチにも登場する）を相手目掛けて投げつけると言う小技も披露する。第1話での石山の台詞から、年齢は26～7歳。自称するように普段は無職の体を装っており、たまに風山の仕事を手伝ったりすることもある。最終回に於けるお白州でのお裁きを最後に惜しまれつつ北町奉行の職を辞するも、遠山自身は相変わらず遊び人の金さんとして、居酒屋の「ふうしゃ」で風山らと語らっていた。なお、演じる橋幸夫は最終回（第27話）で、金さんの他に彼に瓜二つの渡世人・野分けの伊平の二役を演じていた。
- 太吉：山田太郎

昼は大工をやっている盗人で、自称「二代目鼠小僧」。なめくじ長屋に住んでいる。第1話で金さんと知り合って、祭り太鼓の櫓の上で喧嘩の末に仲良くなる。金さんの正体は知らないどころか、同業者（盗人）だと思っている。何かというと金さんと張り合おうとする。最終回に於いて北町奉行所の手の者に捕らえられ、お白州の席で金さんの正体を知る事になるが、その金さん=遠山から関八州所払いの沙汰を受ける形で、大工修業の為に上方へ旅立った。なお、山田太郎は前作「ご存知遠山の金さん」第35話に、全く同じ役名で登場しており、金さん（市川段四郎）との出会いで同じように金さんと大喧嘩をしているが、盗人でなかったり、妻帯者であったり、金さん同様に桜吹雪の彫り物を入れているなど設定等は異なっていた。
- 枯杉風山（こすぎ・ふうざん）：柳沢真一

なめくじ長屋に住む「風車の先生」と呼ばれる発明家・学者であり、普段は風車作りをするが、日常の暮らしを立てるべく木の細工ものを拵えている。学者であるだけに博識であり、金さんを知識の面から助けることがある。朝、起きぬけに体操のようなことをするのが日課の模様で、暴れるように行うため太吉が迷惑がる描写もある。第15話からは居酒屋「ふうしゃ」を開店し、髭を落とし白髪を染めて太吉たちを驚かせた。なお、髪型は総髪のザンバラである。演じる柳沢真一は、前々作『遠山の金さん捕物帳』で南町配下の岡っ引き・要町の文三を演じていた。
- おみち：紅景子

風山の娘。第15話からは父の店を手伝うようになる。
- おさよ：佐野厚子

惚れた金さんにまとわりつく娘スリ。金さんを巡っておみちとやり合うことも多い。
- お雪：中川三穂子（第1話 - 第14話）

なめくじ長屋に住まう娘。気が多い。レギュラー陣の溜り場が、居酒屋「ふうしゃ」となった第15話以降は登場しない。
- 権三：南道郎

岡っ引き。第2話で下っ引きを連れていたが、その名は不明。もちろん金さんの正体は知らない。金さんや太吉に目をつけている模様。
- 石山直之進：大友柳太朗（第1話 - 第2話、第9話、第11話、第14話、第20話、第22話、第27話）

遠山家に仕える家臣（用人）。ちょっと目を離すとすぐ金さんとなり行方をくらます遠山を躍起になって探し、見つからないと部下に当たり散らす。これまでの部下同様に遠山を「殿」と呼ぶが、この人物は奉行所勤務ではなく、あくまでも遠山家の家臣である。
- 筒井和泉守：山村聰（第1話 - 第2話、第16話 - 第17話）

西丸留守居役で、遠山の上司に当たる人物。前の南町奉行で、後に大目付などを歴任。
- 次回予告ナレーターも存在するがノンクレジット。

## スタッフ
- 原作：陣出達朗（ノンクレジット）
- 特技：宍戸大全
- プロデューサー：片岡政義（NET）、斎藤侑、宮川輝水（第3話は宮川幸弘と表記）
- 脚本： 今村文人、中西隆三、髙橋稔、森田新、雪室俊一、荒木芳久、安藤豊弘、迫間健、押川国秋、松浦健郎、池上金男
- 音楽：小川寛興
- 撮影：安達重穂、柾木兵一、脇武夫、平山善樹、羽田辰治、木村誠司、森常次
- 照明：岡田耕二、宇野増太郎（第4話・第6話・第17話・第18話では宇堅増太郎と表記）、松井薫、林春海、藤井光春、佐々木政一
- 録音：髙井唯夫、矢部吉三、墨関治、田中峯生、諸熊秀喜
- 美術：宇佐美亮、塚本隆治、角井博、中島哲二、寺島孝男
- 助監督：尾田耕太郎、古市真也、久郷久雄、上杉　尚祺、曾根勇（第9話・第13話・第17話・第18話は曽根勇と表記）、福井司、岡本静夫、内沢豊
- 記録：平井宇津江、石田芳子、藤原凪子、篠敦子、牛田二三子、野崎八重子、長岡君枝
- 整音：草川石文
- 編集：岩本光司、鳥居勉
- 衣裳：上野徳三郎、石丸勝也
- 美粧：林三郎、杉本勢一、山崎邦夫、堤野正直、西川市太郎
- 結髪：河野節子、水巻春江、丸山正
- 装置：曽根美装（第4話・第6話・第20話は曾根美装と表記）
- 装飾：窪田治、門明淳、小笠原佳文、下山能一
- 擬斗：三好郁夫（東映剣会）
- 計測：水嶋淳一、宮川俊夫、山口鉄雄、津田宗之
- 演技事務：川髙敏夫
- 進行主任：喜多外志之
- 現像：東洋現像所
- 監督：松尾正武、林伸憲、荒井岱志、井沢雅彦、齋藤武市、鳥居元宏、河野寿一
- 制作：NET、東映

## 主題歌
- 「噂の金四郎」（作詞：千家和也、作曲：風間史郎、編曲：竜崎孝路、唄：橋幸夫（ビクター・レコード））

オープニングでは1番、エンディングでは3番を使用。また劇中では2番が使われる事もあった。
第17話と第26話では、金さんが悪人たちの前に姿を見せる際、2番の歌詞（Aメロからサビの部分の途中まで）を口ずさむシーンがある。
さらに第26話では、遠山奉行がお白州に現れるシーンで、3番（ただし、出だしの部分は1番、Aメロのみ）が使用されている。

## 放映リスト
| 話数 | 放送日         | サブタイトル           | 脚本              | 監督     | ゲスト出演者 |
| ---- | -------------- | ---------------------- | ----------------- | -------- | --- |
| 1    | 1974年 9月29日 | 桜吹雪八百八町         | 今村文人          | 松尾正武 | 岡田可愛(お染)、遠藤太津朗(武州屋)、武藤英司(長崎屋)、村上冬樹、晴乃ピーチク、矢野幸生、北野拓也、矢部義章、宍戸大全(特技) |
| 2    | 10月6日        | 恋ごころ出世纏         | 中西隆三          | 松尾正武 | 岡崎二朗(長次)、鮎川いづみ(お千代)、田中明男(紀州屋)、川辺久造(徳山)、三角八郎、田島義文、汐路章、浜伸二、蓑和田良太、小田真士、宍戸大全(特技)                                                                                           |
| 3    | 10月13日       | あらくれ一代           | 高橋稔            | 林伸憲   | 南城竜也(多吉)、八木孝子(お照)、小野千春(おしの)、幸田宗丸(越後屋)、五藤雅博(宗之助)、千葉敏郎、波多野博、上田恵子、新海なつ、日高久、丸平峰子、中林章、井上雄介、宍戸大全(特技)、長門勇(熊五郎)                                         |
| 4    | 10月20日       | ああ!幻の潜水船        | 今村文人          | 荒井岱志 | 倉岡伸太朗(福太郎)、南原宏治(奥州屋)、梅津栄(八兵ヱ)、牧冬吉(仙助)、明石蛍子、柳川清、田中弘史、飯田覚三、新屋英子、小峰一男、宍戸大全(特技)                                                                                             |
| 5    | 10月27日       | 汚れた千両箱           | 森田新            | 林伸憲   | 石田信之(源次)、三戸部スエ(およし)、福田豊土(黒駒)、北原義郎、入江慎也、奄美良平、鈴木康弘、唐沢民賢、小田真士、島田秀雄、山田良樹、平河正雄、樋口史和、吉岡靖彦、宍戸大全(特技)                                                         |
| 6    | 11月3日        | 八百八町を逃げる男     | 雪室俊一          | 荒井岱志 | 清水理恵(佳代)、富田仲次郎(紅尾)、上野山功一、二瓶秀雄、小柳圭子、加藤匡志、長良俊一、根本佳代子、大北愉佳、宍戸大全(特技)、曾我廼家五郎八(写沢)                                                                                         |
| 7    | 11月10日       | 花嫁姿を冥途で見た     | 荒木芳久          | 林伸憲   | 酒井修(清吉)、絹かずみ(お秋)、山本麟一(伝次)、松山照夫(市蔵)、岡部正純(勘太)、市川男女之助、近江輝子、浜田雄史、野口貴史、笹木俊志、藤沢徹夫、富永佳代子、宍戸大全(特技)、有島一郎(治助)                                                 |
| 8    | 11月17日       | 殺しが結んだ夫婦医者   | 安藤豊弘          | 荒井岱志 | 森次晃嗣(望月昌平)、武原英子(八重)、小林重四郎(近江屋)、園田裕久(玄六)、外山高士(風巻)、永田光男(竹庵)、原聖四郎、佐名手ひさ子、丘路千、藤本秀夫、矢野幸生、松田利夫、宍戸大全(特技)                                                     |
| 9    | 11月24日       | 胡弓が呼ぶ必殺拳       | 今村文人          | 井沢雅彦 | 亀石征一郎(李小白)、加賀邦男、国一太郎、大木晤郎、川谷拓三、和田昌也、大城泰、大矢正利、智村清、宍戸大全(弥源太、特技)、安部律子(李玉麗)、                                                                                               |
| 10   | 12月1日        | 阿波おどり見参         | 迫間健            | 荒井岱志 | 松木聖(お妙)、剣持伴紀(久馬)、永野達雄(淡路屋)、草薙幸二郎(日下)、森山周一郎(加納屋)、中井啓輔、五味竜太郎、山口幸生、笹吾朗、重久剛、伊藤利子、町田米子、橋本尚友、宍戸大全(特技)                                                       |
| 11   | 12月8日        | 河童が泣いてる日本橋   | 今村文人          | 林伸憲   | 長谷川待子(お浜)、菅貫太郎(儀兵ヱ)、平井昌一(松吉)、清水一郎(五兵ヱ)、土屋靖雄、千代田進一、大月正太郎、疋田泰盛、木谷邦臣、池田謙治、宍戸大全(特技)                                                                                     |
| 12   | 12月15日       | 罠の中の花嫁           | 押川國秋          | 井沢雅彦 | 長谷川明男(松吉)、有吉ひとみ(おさと)、川合伸旺(伊佐次)、花上晃、有馬昌彦、石浜裕次郎、不破潤、武田てい子、林三恵、桂登志子、宍戸大全(特技)                                                                                               |
| 13   | 12月22日       | 一網打尽               | 松浦健郎          | 齋藤武市 | 永井秀和(沖田)、坂上千恵子(花絵)、高城淳一(曽田屋)、江見俊太郎(鉄心斉)、中田博久、天王寺虎之助、玉生司郎、杉山光宏、浜伸二、蓑和田良太、三木昭八郎、大月正太郎、小峰一男、世羅豊、家野繁次、中本哲夫、福田善晴、樋口史和、宍戸大全(特技) |
| 14   | 12月29日       | みかんの里から来た山男 | 今村文人          | 齋藤武市 | 大橋壮多(牛松)、城恵美(おこう)、武藤章生(大槌屋)、梶健司(赤松)、北見唯一、島米八、北野拓也、大川きよし、丸平峰子、伊久野暎子、矢部義章、藤長照夫、宍戸大全(特技)                                                                         |
| 15   | 1975年 1月5日  | 罪と情けの重ね底       | 安藤豊弘          | 荒井岱志 | 石山律雄(甚六)、嵯峨善兵(久兵ヱ)、北町嘉朗(表屋)、佐藤仁哉、福山象三、千葉敏郎、千葉保、宍戸大全(特技) |
| 16   | 1月12日        | 芝居のいのち火         | 安藤豊弘          | 林伸憲   | 武藤英司(水野)、小笠原良知(鳥井)、山本清(赤垣)、小田部通麿、井上茂、滝譲二、柳原久仁夫、波多野博、伝法三千雄、森秀人、大月正太郎、大城泰、板東京三郎、新城邦彦、桂登志子、宍戸大全(特技)、藤圭子(お景)                                   |
| 17   | 1月19日        | 愛憎からくり屋敷       | 押川國秋          | 齋藤武市 | 川島育恵(おさき)、久野四郎(茂七)、伊達三郎、池田駿介、北原将光、松本敏男、宍戸大全(特技)、三田明(巳代吉) |
| 18   | 1月26日        | 謎の煙提灯             | 雪室俊一 池上金男 | 齋藤武市 | 磯村みどり(お志乃)、本阿弥周子(おふゆ)、田島義文、牧冬吉、灰地順、海老江寛、出水憲司、下元年世、三木昭八郎、宍戸大全(特技) |
| 19   | 2月2日         | 辻斬り地獄唄           | 森田新            | 林伸憲   | 嵐まこと(文次)、天津敏(山野井)、宇南山宏(弥之助)、谷口完(佐野屋)、三浦徳子、田中直行、飯田覚三、表淳夫、岡嶋艶子、矢奈木邦二郎、田中圭介、野上哲也、宍戸大全(特技)                                                                       |
| 20   | 2月9日         | 北町奉行所を砲撃せよ   | 今村文人          | 鳥居元宏 | 久富惟晴(向井残月)、君夕子(まさえ)、浜田寅彦(松岳)、原健策(藤木屋)、野崎善彦(佐平)、佐藤京一(浪人)、古川ロック、多賀勝、大木晤郎、田中弘史、宮城幸生、宮川珠季、中林章、小田真士、前川良三、友金敏雄、西山清孝、宍戸大全(特技)           |
| 21   | 2月16日        | 裁かれた幽霊           | 森田新            | 鳥居元宏 | 小坂一也(六助)、北村英三(甚兵ヱ)、北原義郎(五左ヱ門)、田畑猛雄、吉原正浩、山田喜芳、伊東亮英、柳川清、星野美恵子、川辺俊行、江原政一、由井恵三、宍戸大全(特技)                                                                           |
| 22   | 2月23日        | 仇討ち変化若衆         | 今村文人          | 齋藤武市 | 市毛良枝(おきみ)、高野真二(井筒屋)、寄山弘、双葉弘子、入江慎也、山口朱実、村田玉郎、矢野幸生、山下義明、赤松志乃武、黒田香、宍戸大全(特技)、ピーター(市松)                                                                               |
| 23   | 3月2日         | 大火に消えた女盗賊     | 押川國秋          | 河野寿一 | 菊容子(お仙)、三谷昇(辰吉)、柳生博(善助)、有川正治、酒井哲、西田良、北見唯一、川浪公次郎、山田良樹、村居京之輔、宍戸大全(中野、特技) |
| 24   | 3月9日         | 騙された悪女           | 安藤豊弘          | 河野寿一 | 和崎俊哉(平吉)、天野新士(伊之助)、永野達雄、中村錦司、唐沢民賢、有島淳平、古閑達則、藤沢徹夫、木谷邦臣、三田雅美、宍戸大全(特技)、嵯峨美智子(お艶)                                                                                       |
| 25   | 3月16日        | 帰って来たならず者     | 押川國秋          | 林伸憲   | 袋正(安吉)、剣持伴紀(辰造)、国一太郎、山口幸生、鈴木康弘、五十嵐義弘、三島猛、岡嶋艶子、野崎善彦、那須伸太朗、宍戸大全(特技)、西尾美恵子(お絹)                                                                                           |
| 26   | 3月23日        | 上方から来た男         | 森田新            | 河野寿一 | 渥美国泰(土佐屋)、岡村政治(長吉)、外山高士(越後屋)、野口ふみえ(おとよ)、志乃原良子(おきみ)、志摩靖彦、千葉敏郎、山口幸生、上村亜希、小田真士、京町一代、篠原一郎、宍戸大全(特技)、大村崑(松之助)                                         |
| 27   | 3月30日        | 桜吹雪が春を呼ぶ       | 今村文人 安藤豊弘 | 林伸憲   | 松木聖(おかよ)、神田隆(六兵ヱ)、高桐真、小田草之介、北竜介、山口幸生、武田てい子、大月正太郎、西山清孝、岡本崇、木谷邦臣、藤本秀夫、平河正雄、富永佳代子、宍戸大全(特技)、内田あかり(おしな)                                             |

## その他
- 2009年に発売された大一商会のパチンコ「CR遠山の金さん」には本作品の映像が演出として使用されている。